# Girls (EP)
Pour les articles homonymes, voir Girls.
Albums de EXO-CBX
Hey Mama!
(2016) Blooming Days
(2018)
Singles
1. Ka-CHING!
Sortie : 24 mai 2017

Girls est le premier EP japonais d'EXO-CBX, le premier sous-groupe du boys band sud-coréo-chinois EXO, sorti le 24 mai 2017 sous Avex Trax.

## Contexte et sortie
Le 10 mars 2017, le sous-groupe a annoncé faire ses débuts au Japon courant mai via un live sur LINE. Le 1er avril 2017, la date de leur comeback a été révélée avec la sortie de leur second mini-album, Girls, cette fois-ci en japonais prévue pour le 24 mai. Le 26 avril, il a été révélé que le mini album sera publié en quatre versions : la version CD et DVD "CBX" qui comprend le clip-vidéo entier de "Ka-CHING!" et un documentaire, ainsi que les trois versions du CD à l'effigie de Chen, Baekhyun et Xiumin. La liste des pistes du mini-album a également été diffusée le même jour. Le 28 avril, un extrait du titre "Ka-CHING!" est mise en ligne. Il a été révélé que la chanson sera utilisée comme thème de fin de l'émission "Nihon Terebi". Le 1er, une version courte du clip-vidéo pour la chanson phare Ka-CHING! de l'EP est mise en ligne. Le 24 mai, l'EP est sorti.

## Promotion
EXO-CBX a interprété "Ka-CHING!" et "Hey Mama!" (en japonais), pour la première fois aux Girls Awards 2017 le 3 mai 2017. 
Le 7 juin, le groupe a chanté "Girl Problems" pour la première fois au EXO-CBX "Colorful BoX" Free Showcase. Le groupe a également interprété "Ka-CHING!" Et "Hey Mama!".

## Succès commercial
La version spéciale (seulement disponible pour les EXO-L au Japon) de "Girls" a été vendue en moins d'une heure après sa sortie, faisant du sous-groupe le groupe K-pop ayant vendu le plus rapidement possible au Japon, brisant le record d'EXO.
"Girls" a débuté à la deuxième place sur le Oricon Daily Albums Chart et a été vendu à 26 541 exemplaires lors de son premier jour de sortie.

## Liste des titres
| Girls | Girls           | Girls            | Girls                                                       | Girls | Girls | Girls | Girls | Girls | Girls |
| No    | Titre           | Auteur           | Producteur(s)                                               | Durée |       |       |       |       |       |
| ----- | --------------- | ---------------- | ----------------------------------------------------------- | ----- | ----- | ----- | ----- | ----- | ----- |
| 1.    | Girl Problems   | AKIRA            | Andreas Öberg, Daniel Caesar, Ludwig Lindell                | 3:38  |       |       |       |       |       |
| 2.    | Ka-CHING!       | MEG.ME           | Hanif Hitmanic Sabzevari, Dennis DeKo Kordnejad, Daniel Kim | 3:26  |       |       |       |       |       |
| 3.    | Hey Mama!       | Sara Sakurai     | Shin Hyuk, Mrey, Jayrah Gibson, Davey Nate, DK              | 3:19  |       |       |       |       |       |
| 4.    | Tornado Spiral  | Sara Sakurai     | Andreas Öberg, Stephan Elfgren, Drew Ryan Scott             | 3:39  |       |       |       |       |       |
| 5.    | Miss You        | Junji Ishiwatari | Sean Alexander, Darren Smith, Drew Ryan Scott               | 3:26  |       |       |       |       |       |
| 6.    | Diamond Crystal | Sara Sakurai     | Daniel Caesar, Ludwig Lindell, Cage, Oneye, Hide Nakamura   | 3:43  |       |       |       |       |       |
| 7.    | KING and QUEEN  | Amon Hayashi     | Al Swettenham, Daniel Kim                                   | 3:44  |       |       |       |       |       |
| 24:55 |                 |                  |                                                             |       |       |       |       |       |       |

## Classements
| Classement                            | Meilleure position |
| ------------------------------------- | ------------------ |
| Japanese Albums (Oricon)              | 2                  |
| Japanese Hot Albums (Billboard Japan) | 2                  |

## Ventes
| Pays           | Ventes |
| -------------- | ------ |
| Japan (Oricon) | 71 933 |

## Historique de sortie
| Pays         | Date        | Format                   | Label     |
| ------------ | ----------- | ------------------------ | --------- |
| Japon        | 24 mai 2017 | CD, Téléchargement légal | Avex Trax |
| Monde entier | 24 mai 2017 | Téléchargement légal     | Avex Trax |